# 김준영 (1951년)
김준영(金峻永, 1951년 9월 25일 ~ )은 대한민국의 거시경제학자이자 교수이며 성균관대학교 경제학과 명예교수이다. 2011년부터 2014년까지 성균관대학교 총장, 2019년부터 2023년까지 학교법인 성균관대학 이사장을 역임했다.

## 인물
경상북도 상주 출신으로 경동고등학교와 성균관대학교 경제학과를 졸업했고 1979년과 1984년에는 미국 미네소타 대학교 대학원에서 경제학 석사·박사학위를 각각 받았다. 1973년 행정고등고시(제14회)에 합격, 1989년에는 성균관대학교 경제학과 교수로 임용됐고 1996년 ~ 1998년 성균관대학교 경제학부장, 2003년 ~ 2004년 성균관대학교 교무처장, 2004년 ~ 2006년 성균관대학교 기획조정처장, 2007년 2월 ~ 2011년 1월까지 성균관대학교 인문사회과학캠퍼스 부총장 등을 역임했다. 2011년 1월에는 서정돈 총장의 후임으로 차기 총장으로 취임하여 2014년 12월까지 맡았고 2019년부터 2023년까지 학교법인 성균관대학 이사장(제13대)을 맡았다.
기타 대외 경력으로는 한국재정학회 이사(1996년 4월 ~ 1998년 5월), 한국지방재정학회 이사(1996년 6월 ~ 1998년 5월), 스웨덴 국제사회보장연구회 편집위원(1997년 1월 ~ 2002년 12월)과 평의원(1998년 1월 ~ 2002년 12월), 한국경제학회 이사(1998년 2월 ~ 2002년 12월), 한국국제경제학회 이사(1998년 3월 ~ 1999년 2월), 한국재정학회 감사(1998년 4월 ~ 2002년 6월) 등을 역임했고, 2008년부터 2013년까지 교육과학기술부, 기획재정부, 관세청 등의 산하 위원회에서 위원장을 역임했다.

## 학력
- 경동고등학교
- 1975년 : 성균관대학교 경제학 학사
- 1979년 : 미네소타 대학교 대학원 경제학 석사
- 1984년 : 미네소타 대학교 대학원 경제학 박사

### 명예 박사 학위
- 2011년 : 국립 정치 대학 명예 법학박사

## 주요 경력
- 1973년 10월 : 행정고등고시 합격(제14회)
- 1989년 : 성균관대학교 경제학부 경제학과 교수
- 1992년 8월 ~ 1993년 8월 : 하버드 대학교 객원교수
- 1996년 3월 ~ 1998년 2월 : 성균관대학교 경제학부장
- 1996년 4월 ~ 1998년 5월 : 한국재정학회 이사
- 1996년 6월 ~ 1998년 5월 : 한국지방재정학회 이사
- 1997년 1월 ~ 2002년 12월 : 스웨덴 국제사회보장연구회 편집위원
- 1998년 1월 ~ 2002년 12월 : 스웨덴 국제사회보장연구회 평의원
- 1998년 2월 ~ 2002년 12월 : 한국경제학회 이사
- 1998년 3월 ~ 1999년 2월 : 한국국제경제학회 이사
- 1998년 4월 ~ 2002년 6월 : 한국재정학회 감사
- 2001년 4월 ~ 2002년 6월 : 한국재정학회 회장(제17대)
- 2003년 2월 ~ 2004년 3월 : 성균관대학교 교무처장
- 2004년 4월 ~ 2006년 3월 : 성균관대학교 기획조정처장
- 2007년 2월 ~ 2011년 1월 : 성균관대학교 인문사회과학캠퍼스 부총장
- 2007년 8월 ~ 2008년 7월 : 재정경제부 세제발전심의위원회 위원
- 2008년 5월 ~ 2010년 4월 : 교육과학기술부 고등교육정책자문위원회 위원장
- 2009년 9월 ~ 2010년 8월 : 기획재정부 물가정책자문전문위원회 위원장
- 2009년 9월 ~ 2010년 8월 : 교육과학기술부 갈등관리심의위원회 위원장
- 2009년 9월 ~ 2011년 8월 : 교육과학기술부 대학선진화위원회 위원장
- 2010년 6월 ~ 2013년 6월 : 관세청 관세행정발전심의위원회 위원장
- 2010년 : 북미주고등교육연합회 이사
- 2011년 1월 ~ 2014년 12월 : 제19대 성균관대학교 총장
- 2012년 4월 ~ 2014년 4월 : 한국대학교육협의회 부회장
- 2013년 4월 ~ 2014년 3월 : 한국사립대학총장협의회 회장(제16대)
- 2013년 6월 : 서울그린캠퍼스협의회 회장
- 2014년 4월 ~ 2015년 1월 : 한국대학교육협의회 회장
- 2015년 1월 ~ 2018년 12월 : 성균관대학교 명예총장
- 2016년 10월 ~ 2017년 11월 : 경제인문사회연구회 이사장(제6대)
- 2019년 1월 ~ 2023년 1월 : 학교법인 성균관대학 이사장(제13대)
- 성균관대학교 경제학과 명예교수(현재)

## 저서
- 김준영 (2019년). 《한국경제, 대전환의 기회 - 불평등을 넘어 지속적인 성장을 이끌 새로운 플랫폼》. 매경출판. ISBN 9791155429587.